# Tenosique de Pino Suárez
Tenosique, oficialmente Tenosique de Pino Suárez es una ciudad mexicana cabecera del municipio del mismo nombre, en el estado de Tabasco. Se localiza a orillas del río Usumacinta.
Con una población de  34,946 habitantes, Tenosique de Pino Suárez es la cuarta ciudad más grande del estado, tan solo detrás de Villahermosa (340,060 hab.), Heroica Cárdenas (80,454 hab.), y Comalcalco (43,035 hab.), así como la más importante de la subregión de Los Ríos, en el oriente del estado.

## Toponimia
El nombre es derivado de los vocablos mayas “Taanaj-Tsíik”, en donde “Taanaj” (o tana) significa casa o lugar y “Tsíik” quiere decir hilar, entretejer o contar hilos. 
(del maya: Taanaj Tsíik ‘Casa del que hila’)
Lo que se traduce como Casa del hilandero.
El nombre se complementa con los apellidos del tenosiquense y último vicepresidente de México, José María Pino Suárez, asesinado junto con el presidente Francisco I. Madero en la llamada decena trágica. 
Otra versión nos remite al náhuatl "Tsuani Tecpan", en donde Tsuani significa hilandero o hilar, y Tecpan palacio según Marcos E. Becerra en su libro "Nombres Geográficos del Estado de Tabasco". De donde la traducción es exactamente la misma: "Casa del hilandero".

## Historia

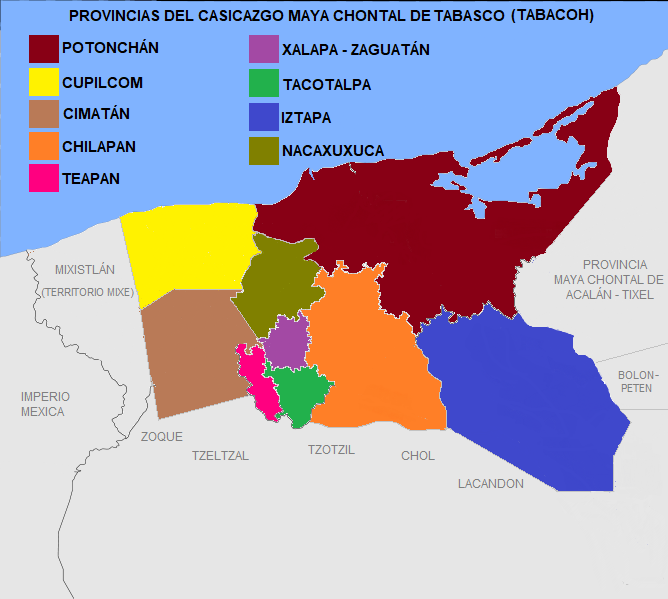
Mapa de las provincias del cacicazgo maya chontal de Tabacoh en el.

Se desconoce la fecha exacta de la fundación de la actual ciudad de Tenosique, aunque se sabe que la población maya que se encontraba en el lugar que hoy ocupa la ciudad de Tenosique, se llamaba Zagoatespan que significa "Palacio del hilandero". El antecedente colonial de la ciudad, está en la villa de San Pedro Tanoche, fundada por Francisco Gil en 1537, aunque despoblada meses después.
En 1525, el conquistador español Hernán Cortés pasó por Zagoatespan o Tsauatecpan (Tenosique en náhuatl) durante su expedición a Las Hibueras, (la actual Honduras). Cuando llegó, Cortés encontró el pueblo quemado y abandonado por sus habitantes.

"Aquel pueblo de Ziguatecpan hallamos quemado hasta las mezquitas y casas de sus ídolos y no hallamos en él gente ninguna"
Hernán Cortés. Cartas de Relación.

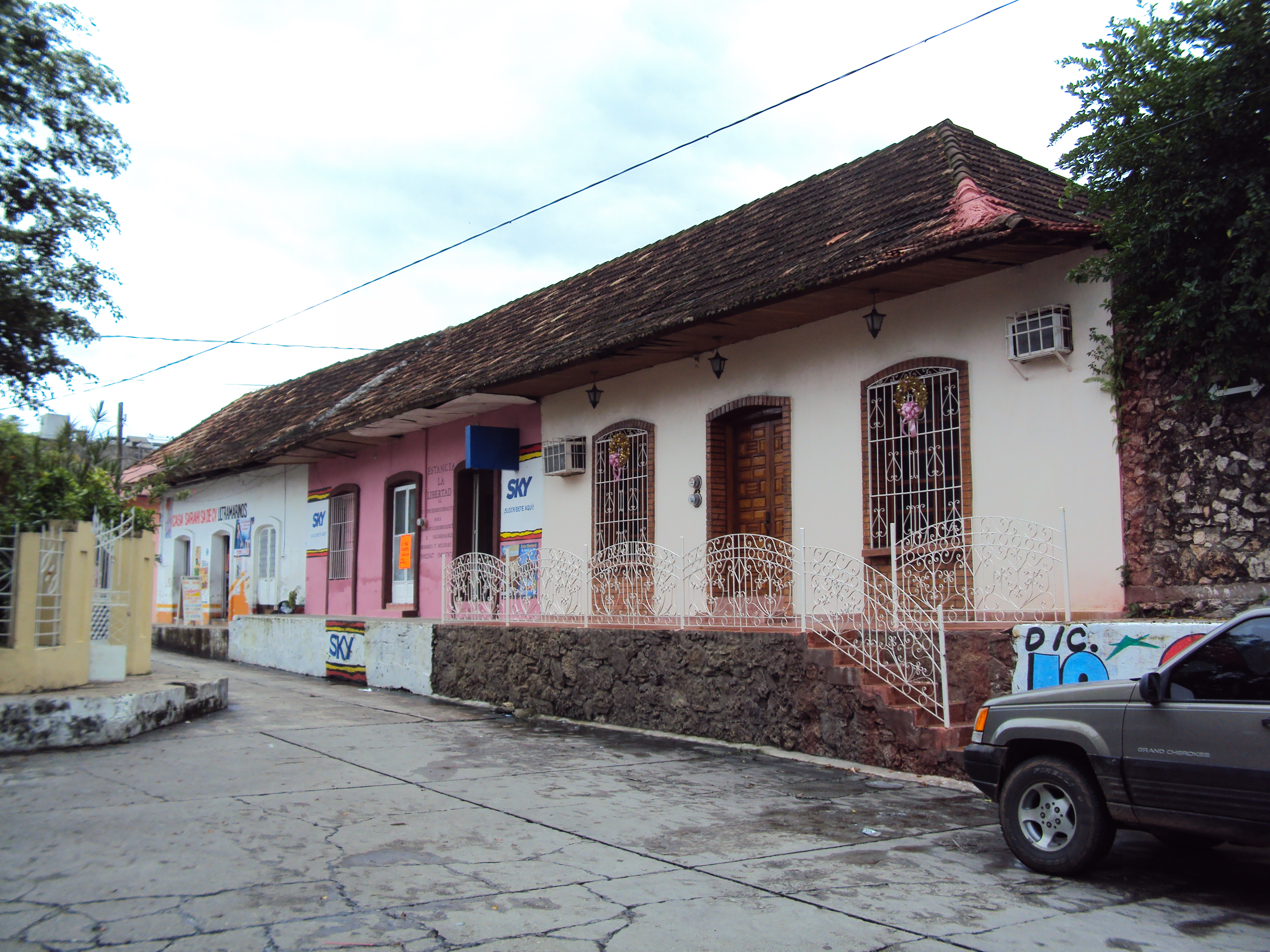
Casas antiguas en el centro de la ciudad de Tenosique.

En el año de 1537 el Adelantado de Guatemala Pedro de Alvarado mandó a su capitán Francisco Gil para que emprendiera la campaña militar por el río Usumacinta, para conquistar los pueblos de Tequepan y Puchulá; en esa ocasión, Francisco Gil funda, en lo que hoy es la ciudad de Tenosique, la villa de San Pedro Tanoche. Al enterarse Francisco de Montejo y León "el Mozo" que soldados de Alvarado habían traspasado la jurisdicción del territorio de su padre, viajó a la zona para tomar posesión de dicho poblado, y exigirle a los soldados de Alvarado, que salieran del territorio. Al darse cuenta Francisco Gil del justo reclamo, decidió entregar la villa a "el Mozo" quien decide autorizar la permanencia de la villa, pensando en una futura incursión a la península de Yucatán desde esa zona, y deja como encargado del gobierno de la población al propio Francisco Gil. 
Al poco tiempo Francisco de Montejo y León "el Mozo", considerando que la población estaba en medio de la selva, lejos de los centros de abastecimiento y que la hostilidad de los indígenas no cesaba, ordenó el cambio de la población de San Pedro Tanoche a la costa del Golfo de México refundándose con el nombre de San Pedro de Champotón. El traslado de la villa fue un  viaje muy difícil y complicado, caminando en medio de la selva y navegando por los ríos, asechados con la constante hostilidad indígena.
Hacia el año de 1540, frailes franciscanos y dominicos visitaron la región, los españoles iniciaron la colonización estableciéndose principalmente en los poblados de Usumacinta, Petenecté (hoy desaparecido), Estapilla y Tenosique. Fue en 1579 cuando Melchor Alfaro Santa Cruz, por encargo del rey de España, elaboró lo que se conoce como el primer mapa de la provincia de Tabasco; en él ya aparece Tenosique.
Durante el virreinato, el curato de Usumacinta (que pertenecía a Balancán) era la cabecera y tenía bajo su jurisdicción nueve pueblos. Durante dicho período, Usumacinta (actual pueblo en el municipio de Tenosique) fue la población más importante de la Región de los Ríos, teniendo antes que ningún otro pueblo una iglesia de mampostería. 
En 1842, Tenosique era uno de los pueblos dependientes del partido de Balancán, en el distrito de Usumacinta. Fue durante el siglo XIX, que la cabecera se cambió de Usumacinta al pueblo de Tenosique.
El 7 de noviembre de 1879, el Congreso del estado otorga el título de "villa" al pueblo de Tenosique, con el nombre de Tenosique de Cuauhtémoc, en honor al último emperador azteca, que fuera muerto por Hernán Cortés al mandarlo a ahorcar en un paraje de este municipio. Firmaron el decreto los diputados Lorenzo de Pons y Francisco Ghigliazza.

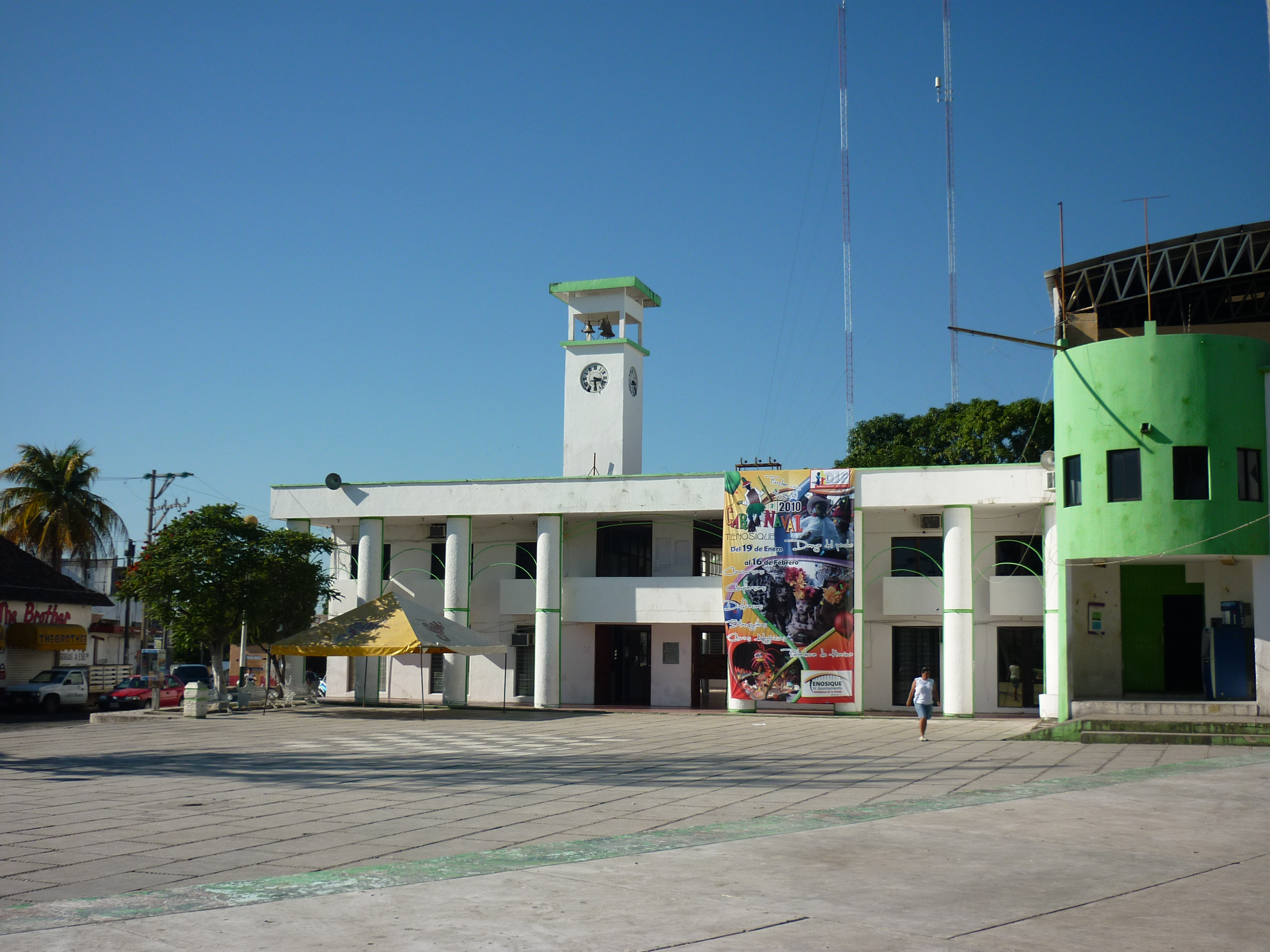
Palacio municipal de Tenosique.

El 27 de septiembre de 1882, Tenosique es el punto clave en los tratados de límites entre México y Guatemala, celebrado por varios países.
A finales del siglo XIX se inicia la explotación del hule, con lo que se instalan en el territorio de Tenosique una gran cantidad de monterías, y también comienza la explotación de maderas preciosas, con lo que la villa de Tenosique tuvo un gran auge.
En 1915, por decreto del H. Congreso del Estado, fue elevada la cabecera municipal a la categoría de ciudad con el nombre de Tenosique de Pino Suárez en honor al gran político tabasqueño que llegaría a ser vicepresidente de México José María Pino Suárez asesinado junto con Francisco I. Madero por Victoriano Huerta en 1913.
En el año de 1935 inician los trabajos de construcción de la vía para el ferrocarril del sureste, y el 6 de enero de 1947, llega a la ciudad de Tenosique de Pino Suárez el primer tren de pasajeros, estableciéndose la comunicación férrea con los estados de Campeche y Yucatán, convirtiéndose esta población en una de las estaciones del ferrocarril más importantes de Tabasco.

## Turismo

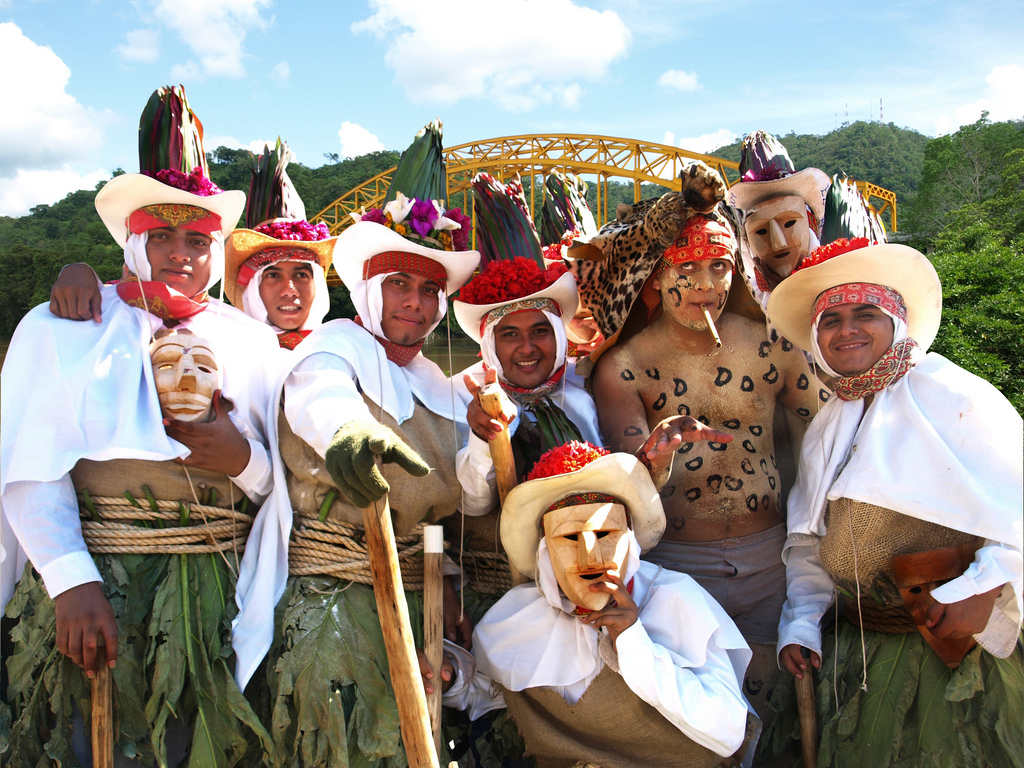
Participantes en la danza del Pochó durante el Carnaval de Tenosique.

Tenosique es considerado uno de los municipios más bellos del estado de Tabasco, además de sus atractivos naturales y rica tradición producto del mestizaje entre mayas y españoles, lo que lleva a muchos eventos y puntos de interés.

### Carnaval de Tenosique
En la ciudad de Tenosique, el mayor atractivo lo constituye su "Carnaval" el cual ha sido considerado "el más raro del mundo", ya que tiene raíces prehispánicas y es, por muchos, el más famoso del estado. Se realiza desde finales de enero hasta el miércoles de ceniza. Durante la festividad, los habitantes se avientan harina y después presencian la famosa "danza del Pochó". El Carnaval de Tenosique, atrae no solo a turistas de la capital del estado y municipios cercanos, sino también a personas de estados vecinos, quienes abarrotan los cuartos de los hoteles existentes en la ciudad.

### Casa de José María Pino Suárez
Otras atracciones son la casa de José María Pino Suárez, el caballero de la lealtad.

### Atractivos cercanos
Entre los atractivos turísticos cercanos a la ciudad de Tenosique se encuentran:

#### Puenting
El puenting se realizó en el puente boca del cerro a escasos 10 kilómetros del centro de Tenosique.

#### Zonas arqueológicas
Cerca de la ciudad de Tenosique, se localiza la zona arqueológica de Pomoná, con su ciudad maya, el sitio arqueológico de Panhalé, y la zona arqueológica de San Claudio.
Existen otras zonas arqueológicas cercanas a las que es difícil tener acceso y que aún están sin explorar como son las zonas de Panhalé, Chiniquijá y Santa Elena, está última perteneciente al municipio de Balancán y a la que recientemente se le asignó un presupuesto por parte del Instituto Nacional de Antopología e Historia para su exploración y desarrollo turístico.

#### Boca del Cerro

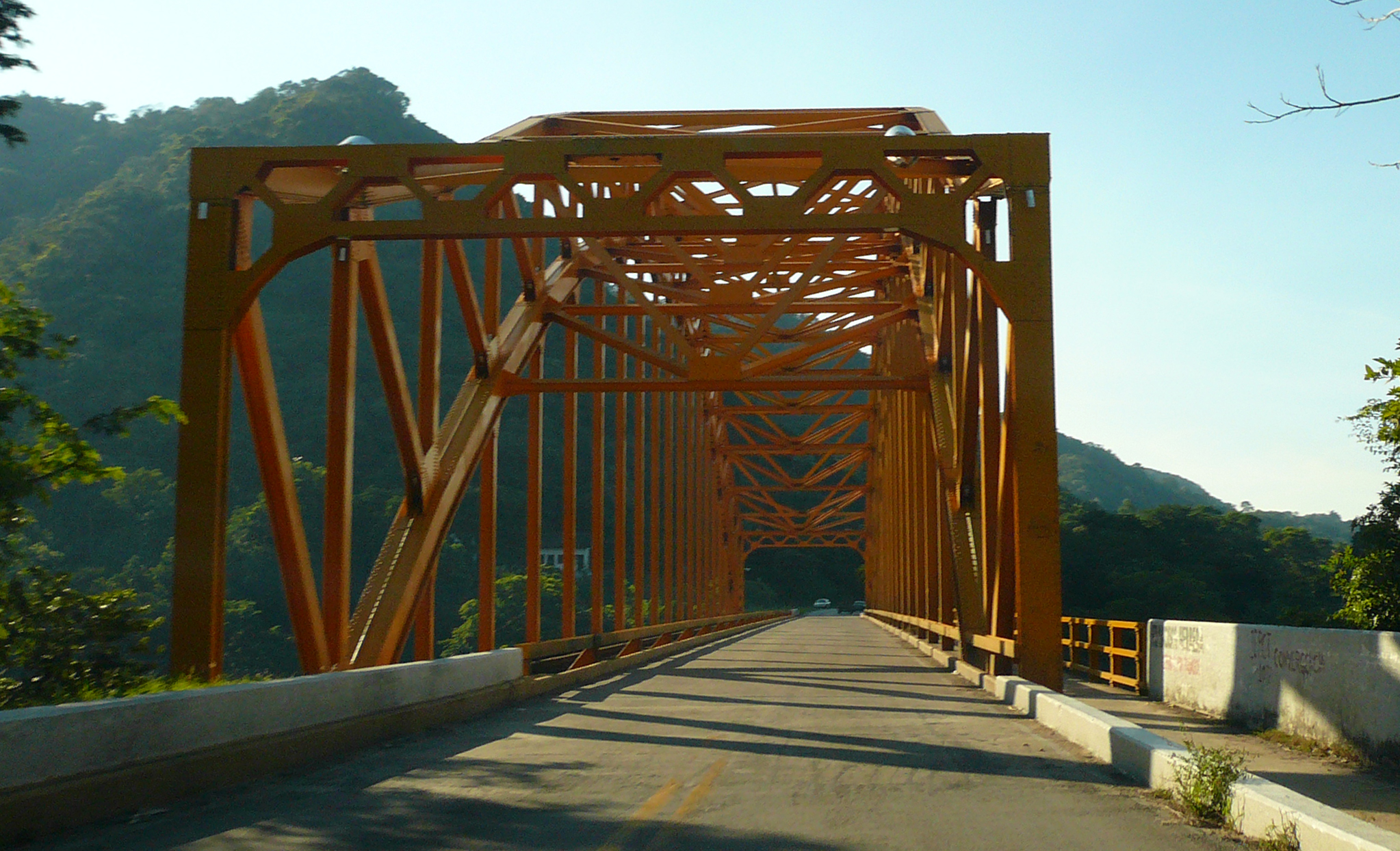
Puente "Boca del Cerro", muy cerca de la ciudad de Tenosique de Pino Suárez.

A pocos kilómetros de la ciudad de Tenosique, se localiza el balneario y centro turístico "Boca del Cerro", en el cual se encuentran instalaciones como restaurante, mirador y lanchas para hacer recorridos. Desde este lugar, se puede apreciar una hermosa vista del "Puente Boca del Cerro". En los meses de sequías, se pueden disfrutar de playones en los que las familias se deleitan bañándose en las aguas del río Usumacinta además de que se montan espectáculos musicales. De igual manera cuenta con un arroyo (azufre) que desemboca en el río Usumacinta.

#### Balneario “El Chorrito”
Ubicado en el rancho “El Tepezcuintle” (propiedad privada), del ejido Adolfo López Mateos, a 12 kilómetros de la cabecera municipal.

#### Cañón del Usumacinta
La reserva ecológica Cañón del Usumacinta, es un área natural protegida, en la que se puede apreciar la selva tropical, así como muchas especies como el jaguar y el venado cola blanca. En Tenosique es posible conseguir también excursiones para practicar balsismo en los rápidos de San José y Desempeño, en las aguas del río Usumacinta.

#### El Ceibo
La moderna carretera internacional, Tenosique-Tikal, Guatemala atraerá a muchos turistas que vendrán a la ciudad de Tenosique, para visitar la famosa ciudad maya ubicada en El Petén guatemalteco. Además muchas personas viajan al puerto fronterizo de El Ceibo para adquirir productos extranjeros, por lo que la ciudad de Tenosique se está convirtiendo en un centro de enlace entre México y Guatemala.
Además de su exuberante e increíble flora y fauna, Tenosique es un lugar que debe conocerse.

## Infraestructura

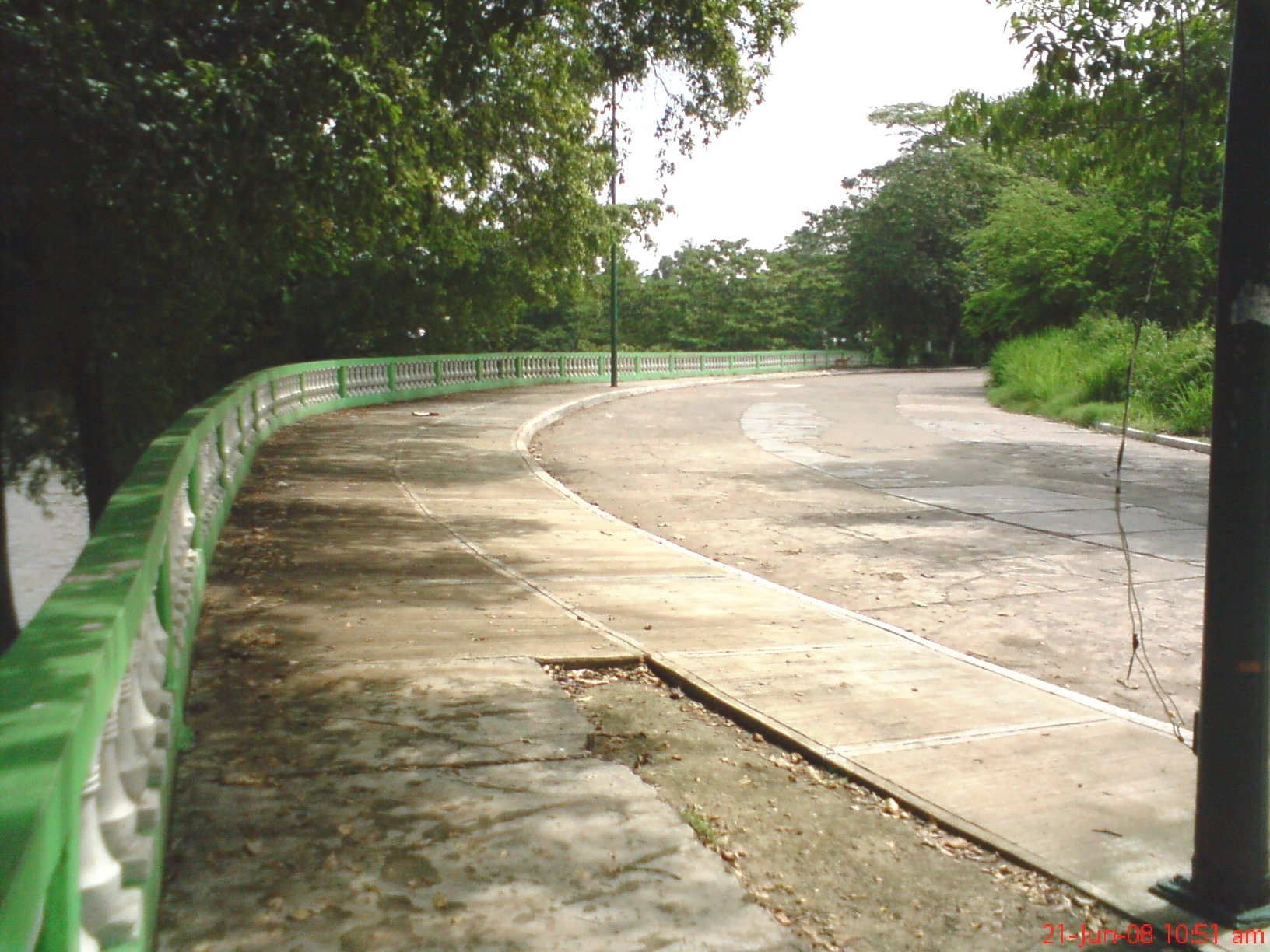
Malecón de la ciudad de Tenosique.

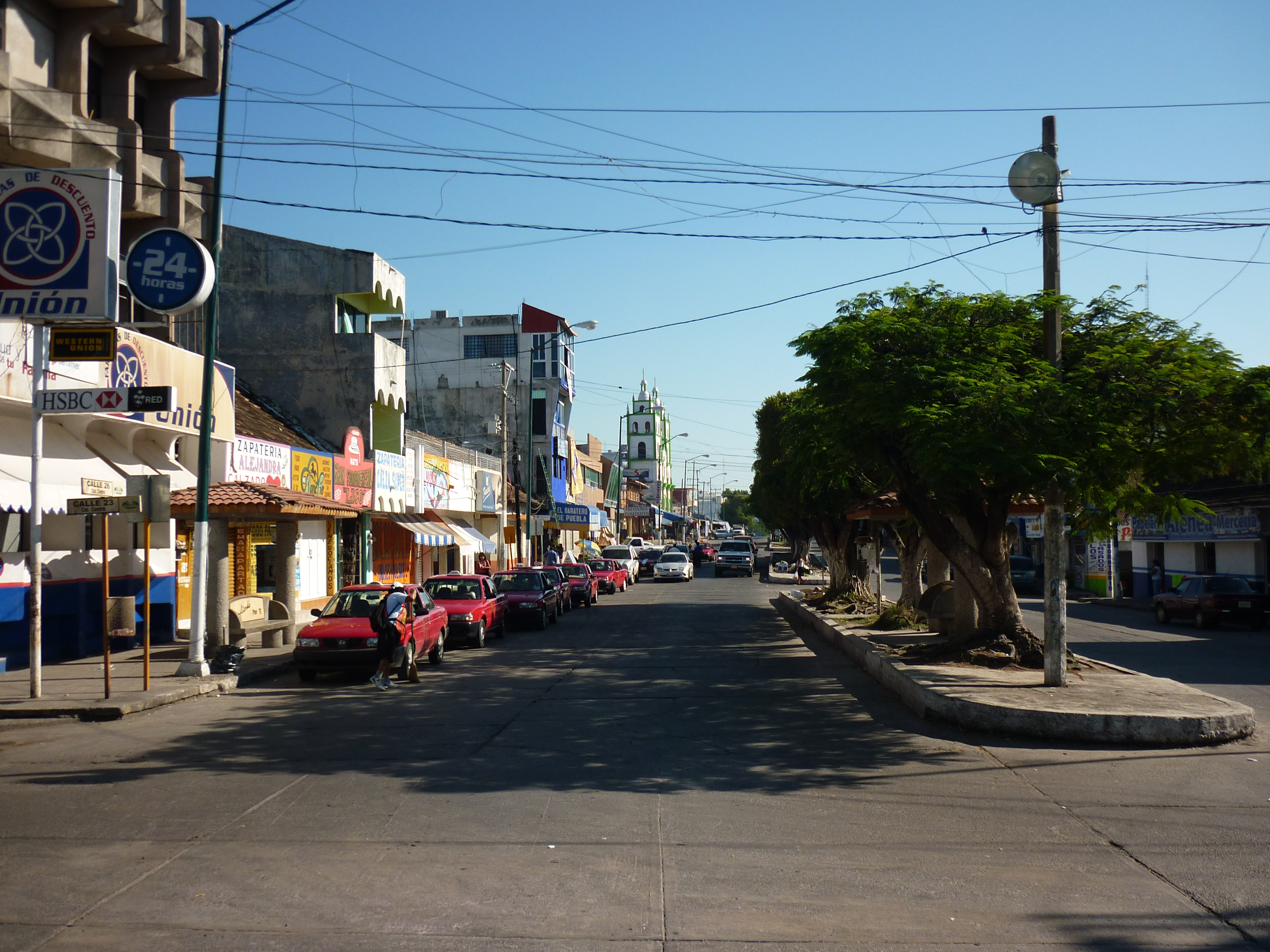
Calle 26, en el centro de la ciudad de Tenosique.

### Servicios
La ciudad está medianamente urbanizada, cuenta con sus calles pavimentadas con concreto hidráulico, la mayoría en estado avanzado de deterioro; no obstante, cuenta con servicios de telefonía fija o convencional, redes de cobertura de teléfonos celuláres, oficina de correos y telégrafos, sitios de taxis, terminal de autobuses foráneos, bancos y cajeros automáticos.
Igualmente tiene mercado público, parques y dos panteones, oficinas de gobierno del estado, así como algunas delegaciones del gobierno federal.

### Comercio
Tenosique es sin duda el principal centro comercial de la subregión de los Ríos: cuenta con supermercados, tiendas de abarrotes, mueblerías, restaurantes, hoteles, papelerías, ferreterías, tortillerías, bodegas de mayoreo, tiendas de ropa, boutiques, zapaterías, línea blanca, farmacias, veterinarias, venta de alimentos balanceados, tlapalerías, refaccionarias, llanteras, madererías (maderas preciosas y tropicales), etc.
El puerto fronterizo de El Ceibo, ubicado en la frontera con Guatemala, ha propiciado un mayor desarrollo del comercio en esta localidad, ya que muchas personas acuden a él para compras mercancías extranjeras a bajo precio, para luego venderlas, con lo que se ha incrementado el movimiento comercial de la ciudad de Tenosique.

## Comunicaciones
La ciudad de Tenosique es la única ciudad del estado de Tabasco a la que se puede llegar por carretera, tren, avión o barco.

### Carreteras
- A la ciudad de Tenosique, se llega a través de la carretera federal n.º 203, que la comunica con la ciudad de Emiliano Zapata. Después se llega al entronque con la carretera federal n.º 186 que la comunica con la capital del estado Villahermosa y con el resto del país.

- La carretera internacional Tenosique-El Ceibo-Tikal, que comunica a Tenosique con la ciudad de Flores y con Tikal, ambas en Guatemala, convirtiéndose en una puerta hacia Centroamérica.

- La carretera estatal Tenosique-La Palma, que comunica a la ciuada con el balneario de La Palma y con los poblados del "Plan Balancán-Tenosique". En La Palma, existe un muelle en donde es posible tomar lanchas que realizan el viaje por el río San Pedro Mártir hacia Guatemala.

### Aeropuerto
La ciudad de Tenosique, cuenta con un aeropuerto que tiene capacidad para recibir helicópteros, avionetas y hasta aviones Boeing 727 y DC 9. En la actualidad, el aeropuerto es operado por el ejército mexicano.

### Ferrocarril
Existe en Tenosique una estación del Ferrocarril del Sureste (Coatzacoalcos-Mérida), Actualmente ya sin uso y abandonada toda vez que el ferrocarril solo transita de paso por este municipio.
Esto tal vez sin mencionar al tren llamado "la bestia", el cual viaja desde Tenosique (la frontera sur de México-Guatemala) hasta la ciudad de Tijuana B.C. Por lo cual es la vía ferrovial más transitada de Latinoamérica (ilegalmente en su mayoría).

### Vías fluviales
La ciudad de Tenosique se encuentra ubicada en la margen derecha del río Usumacinta, el más caudaloso de México. En la orilla del malecón, arriban a la ciudad embarcaciones provenientes de las diversas comunidades rurales del municipio, cuyos pobladores acuden a vender y comprar productos.
Por el Usumacinta, la ciudad de Tenosique, también tiene comunicación con sus vecinas Balancán de Domínguez y Emiliano Zapata, e inclusive, con ciudades más alejadas como Jonuta.

### Telecomunicaciones
La ciudad de Tenosique, cuenta con estaciones repetidoras propias de los principales canales nacionales y locales.
Canales de Televisa
- Canal de las Estrellas

- Canal 5

Canales de TV Azteca
- Canal Azteca 13

- Canal Azteca 7

Canales locales
- Canal 25 (Sistema de Cable Local)

- Canal 7 (Televisión Tabasqueña)

- Canal 9 (Teleemisoras del Sureste)

## Relaciones diplomáticas

### Consulados
- Consulado de  Guatemala
- Consulado de  El Salvador

### Hermanamientos
- Petén | Las Cruces (2014)[8]
- Petén | Melchor de Mencos (2014)[8]
- Petén | La Libertad (2014)[8]
- Quintana Roo | Chetumal (2015)[9]